# Oskar von Preußen (Herrenmeister, 1888)

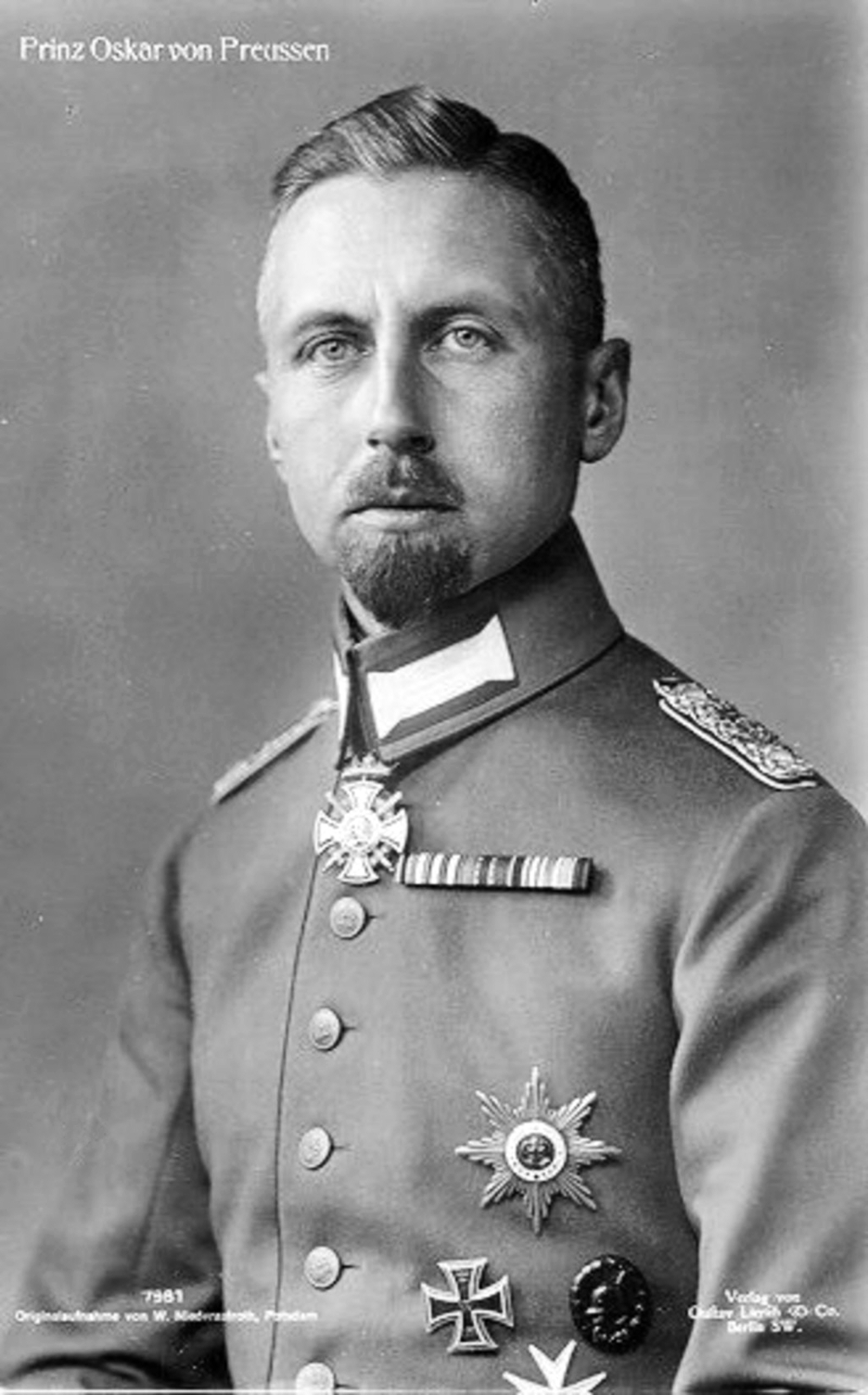
Prinz Oskar von Preußen als Offizier (Postkarte, Erster Weltkrieg)

Oskar Prinz von Preußen (* 27. Juli 1888 im Marmorpalais in Potsdam; † 27. Januar 1958 in München, vollständiger Name Oskar Karl Gustav Adolf) war der fünfte Sohn des Deutschen Kaisers Wilhelm II. und dessen Ehefrau Auguste Viktoria von Schleswig-Holstein. Er war Herrenmeister des Johanniterordens und Generalmajor der Wehrmacht.

## Leben

Prinz Oskar im Kindesalter

Einstellung in das 1. Garde-Regiment als Zehnjähriger, Potsdamer Stadtschloss

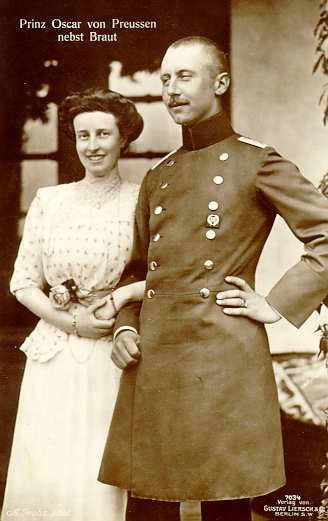
Prinz Oskar von Preußen und seine Braut Ina Marie Gräfin von Bassewitz, 1912

Prinz Oskar wurde nach dem König Oskar II. von Schweden und Norwegen benannt, der auch sein Patenonkel war. Seine Kindheit und Jugend verbrachte er mit seinen Geschwistern im Potsdamer Neuen Palais, seine Schulzeit verbrachte er, wie auch seine Brüder, im Plöner Prinzenhaus. Am 31. Juli 1914 heiratete er in Berlin Gräfin Ina Marie von Bassewitz-Levetzow (* 27. Januar 1888 in Bristow; † 17. September 1973 in München) in morganatischer Ehe. Aus der Ehe gingen drei Söhne und eine Tochter hervor, die im Sinne des Hausgesetzes im Hause Preußen nicht nachfolgeberechtigt waren. Entsprechend führten Mutter und Kinder den Titel Gräfin bzw. Graf von Ruppin, was sich erst nach dem Hausgesetz von 1920 änderte. Die unebenbürtige Ehe belastete Oskars Verhältnis zu seinem Vater nachhaltig. Erst im August 1921 lernte Wilhelm II. seine Schwiegertochter bei einem Besuch in Doorn näher kennen.
Er zog mit dem Grenadier-Regiment „König Wilhelm I.“ (2. Westpreußisches) Nr. 7 in den Ersten Weltkrieg. Am 27. Januar 1915 wurde er zum Oberstleutnant befördert und war ab August 1918 als Kommandeur der 84. Landwehr-Infanterie-Brigade, die im Stellungskrieg in Lothringen eingesetzt war. Als Oberst wurde er nach dem Waffenstillstand von Compiègne aus dem aktiven Militärdienst entlassen.
Nach dem Krieg war er im „Stahlhelm“ aktiv und versorgte ab 1932 mit seinem Bruder Eitel Friedrich seinen exilierten Vater und früheren Kaiser Wilhelm II. mit Informationen gegen die Nationalsozialisten, deren scharfer Gegner er stets war. Seit 1932 gehörte er dem Vorstand der Deutschnationalen Volkspartei an.
Oskar wurde 1927 als Nachfolger seines Bruders Eitel Friedrich (34. Herrenmeister; reg. 1907–1926) Herrenmeister des Johanniterordens und blieb dies bis an sein Lebensende. Unter seiner Ägide wurden die bis heute bestehenden Institutionen Johanniter-Hilfsgemeinschaft (1951) und Johanniter-Unfall-Hilfe (1952) gegründet. Versuche der Nazis, den Orden zu zerschlagen, konnte Prinz Oskar erfolgreich vereiteln.
Bei Beginn des Zweiten Weltkrieges wurde Oskar als Oberst zur Verfügung des Heeres gestellt und kommandierte von August 1939 bis Ende Februar 1940 das Infanterieregiment 230. Zum 1. März 1940 zum Generalmajor z.V. befördert, kam er in die Führerreserve und war vom Heerespersonalamt zur Übernahme einer Division vorgesehen. Im Mai 1940 verbot Hitler durch den Prinzenerlass seine weitere Verwendung und entließ ihn am 19. Mai 1943 aus der Wehrmacht.
Sein ältester Sohn Oskar war 1939 beim Überfall auf Polen gefallen.
Oskar engagierte sich im 1956 gegründeten monarchistischen Verein Tradition und Leben. Er war Mitglied der Corps Borussia Bonn (1909) und Corpsschleifenträger der Saxo-Borussia (1952) in Heidelberg. Am 27. Januar 1958, dem 70. Geburtstag seiner Frau, verstarb Oskar von Preußen 69-jährig an Magenkrebs in einer Münchner Klinik und wurde auf der Burg Hohenzollern beigesetzt.

## Nachkommen

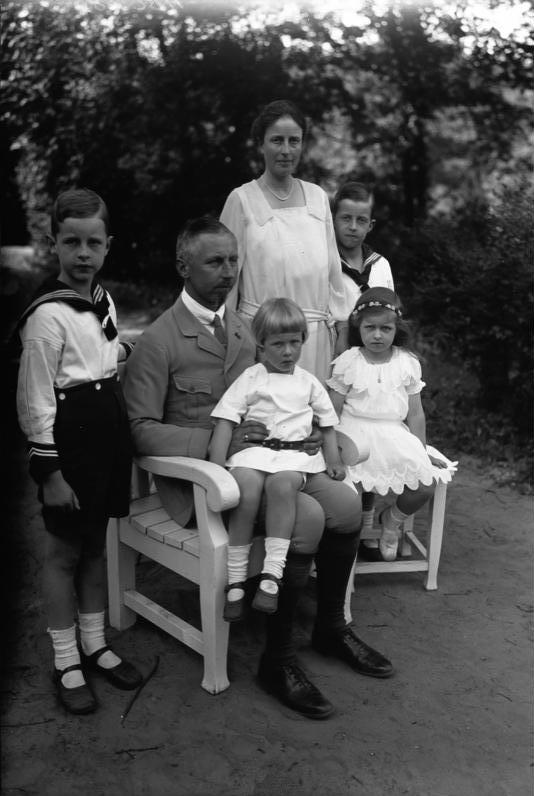
Oskar von Preußen mit seiner Frau und seinen vier Kindern, 1925

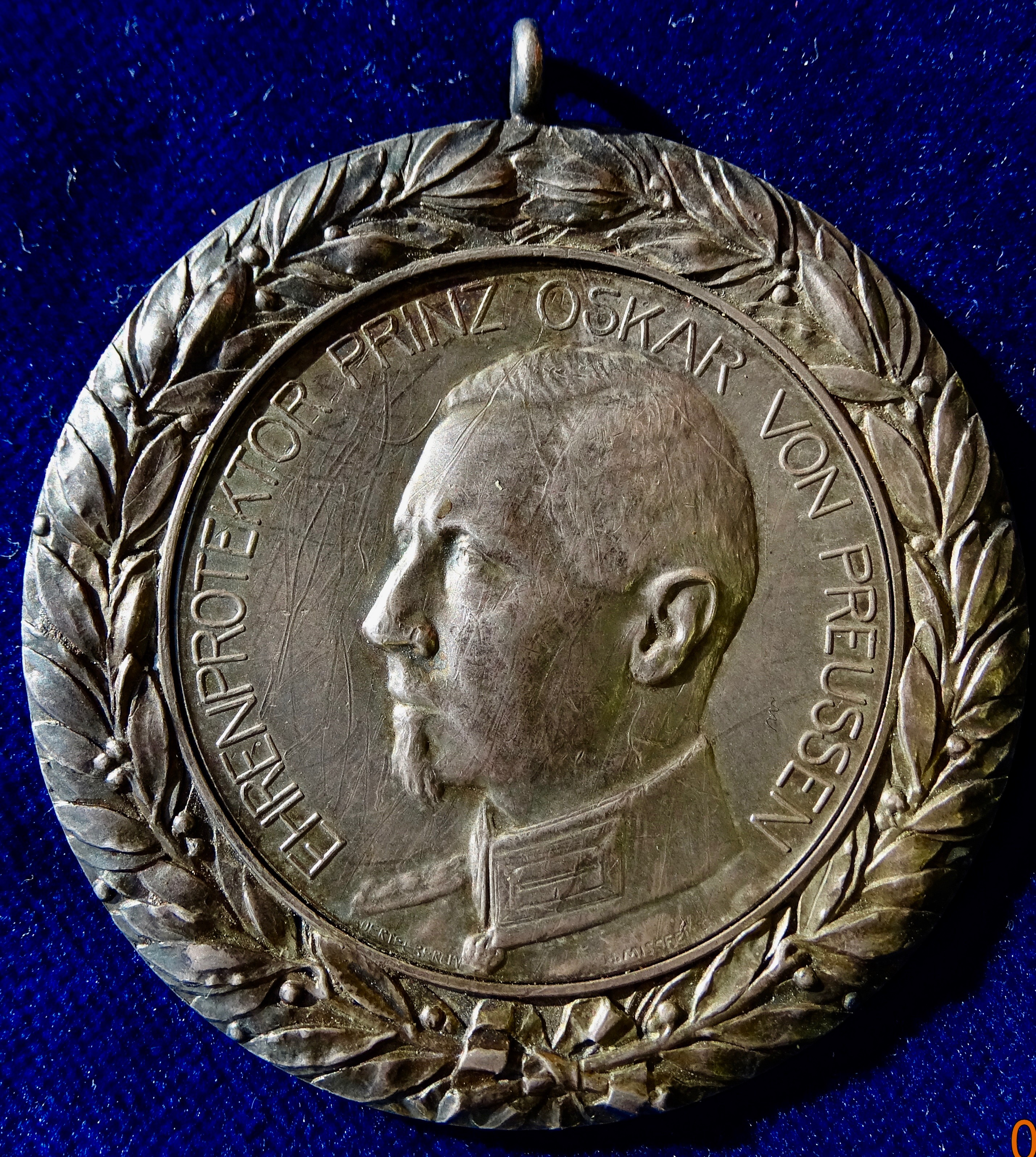
Oskar von Preussen 1930 auf einer Medaille des Bildhauers Heinrich Missfeldt

- Oskar Wilhelm Karl Hans Cuno (1915–1939), Leutnant der Reserve. Er fiel am 5. September 1939, während des deutschen Überfalls auf Polen.[11] Nach der Wiedervereinigung wurde sein Sarg nach Potsdam überführt und auf dem Bornstedter Friedhof erneut beigesetzt.
- Burchard Friedrich Max Werner Georg (1917–1988), Major a. D. ⚭ 1961 Eleonore Gräfin Fugger von Babenhausen (1925–1992)
- Herzeleide Ina Marie Sophie Charlotte Else (1918–1989) ⚭ 1938 in Potsdam Karl Prinz Biron von Curland (1907–1982)
  - Viktoria Benigna Prinzessin Biron von Kurland (* 1939) ⚭ 1968 Johannes Christoph Robert Freiherr von Twickel (* 1940)
    - Nikolaus von Twickel (* 1969)
    - Tassilo von Twickel (* 1976)

  - Ernst Johann Prinz Biron von Kurland (* 1940) ⚭ 1967 Elisabeth Prinzessin von Isenburg-Philippseich (* 1941)
    - Anja Biron von Kurland (* 1975)
    - Christiana Biron von Kurland (* 1976)

  - Michael Prinz Biron von Kurland (* 1944) ⚭ 1969 Kristin von Oertzen (* 1944)
    - Veronika Biron von Kurland (* 1970) ⚭ 2006 Christoph Carl
    - Alexander Biron von Kurland (* 1972) ⚭ 2003 Michaela Gräfin von Strachwitz von Groß-Zauche-Camminetz (* 1979)
    - Stéphanie Biron von Kurland (* 1975) ⚭ 2008 Georg Güber
- Wilhelm Karl Adalbert Erich Detloff (1922–2007) ⚭ 1952 Armgard von Veltheim (1926–2019)
  - Donata Viktoria (* 1952)
  - Wilhelm Karl (* 1955)
  - Oskar (* 1959) ⚭ 1992 Auguste Therese Alexandra Hendrijke Zimmermann von Siefart (* 1962)
    - Oskar Julius Alvo Carlos Prinz von Preußen (* 1993)
    - Wilhelmine Prinzessin von Preußen (* 1995)
    - Albert Burchard Carl Marcus Nikolaus Prinz von Preußen (* 1998)

### Genealogie
- Louis Ferdinand Freiherr von Massenbach: Die Hohenzollern einst und jetzt. 25. Auflage, Verlag Tradition und Leben, Bonn 2013, S. 122–124. ISBN 978-3-9800373-0-3.
- Hans Friedrich von Ehrenkrook, Jürgen von Flotow: Genealogisches Handbuch der Fürstlichen Häuser, Band I, Band 1 der Gesamtreihe GHdA, I. Abt. C. A. Starke, Glücksburg/Ostsee 1951, S. 118–119. Mit Porträt. ISSN 0435-2408